# Ringo Rama
| 전문가 평가                    | 전문가 평가  |
| 평가 점수                      | 평가 점수    |
| 출처                           | 점수         |
| ------------------------------ | ------------ |
| AllMusic                       | [ 1 ]        |
| Encyclopedia of Popular Music  | [ 2 ]        |
| The Essential Rock Discography | 6/10         |
| PopMatters                     | (favourable) |
| Rolling Stone                  | [ 5 ]        |
| The Rolling Stone Album Guide  | [ 6 ]        |

《Ringo Rama》는 2003년에 발매된 링고 스타의 열세 번째 스튜디오 음반이다. 스타는 그의 친구들, 특히 에릭 클랩튼, 데이비드 길모어, 윌리 넬슨, 로이 오비슨, 그리고 이글스의 베이시스트인 티모시 B. 슈미트와 같은 권위 있는 게스트들에 둘러싸여 있다.

## 배경 및 녹음
《I Wanna Be Santa Claus》 (1999년)의 후속작으로, 스타는 마크 허드슨은 물론 그의 마지막 프로젝트의 대부분의 협력자들과 동맹을 계속하고 있다. 머큐리 레코드가 《I Wanna Be Santa Claus》에게 충분한 홍보를 하지 않은 것에 화가 난 스타는 2000년에 레이블을 떠났다. 이번에는 윌리 넬슨, 찰리 헤이든, 반 다이크 파크스, 핑크 플로이드의 데이비드 길모어, 숀 콜빈, 티머시 B. 슈미트, 에릭 클랩튼이 기여했다. 스타는 "사람들은 "그럼 누가 녹음에 남겼나요?"라고 물었고, 우리는 "단지 두 명의 현지인들뿐입니다. 에릭 클랩튼과 데이비드 길모어처럼 말입니다. 왜냐하면 둘 다 코앞에 살고 있기 때문입니다." 런던에 있는 스타의 녹음 스튜디오, 로카 벨라, 허드슨의 왓인더왓더? 스튜디오는 로스앤젤레스에 있으며 세션은 스타, 허드슨, 게리 니컬슨이 제작했다.

## 곡 목록
| #   | 제목                                   | 작사·작곡                                                    | 재생 시간 |
| --- | -------------------------------------- | ------------------------------------------------------------ | --------- |
| 1.  | 〈Eye to Eye〉                         | 링고 스타, 마크 허드슨, 스티브 두다스, 딘 그라칼             | 3:19      |
| 2.  | 〈Missouri Loves Company〉             | 스타, 허드슨, 두다스, 그라칼                                 | 3:33      |
| 3.  | 〈Instant Amnesia〉                    | 스타, 허드슨, 두다스, 그라칼                                 | 5:12      |
| 4.  | 〈Memphis in Your Mind〉               | 스타, 허드슨, 두다스, 그라칼, 게리 버                        | 3:13      |
| 5.  | 〈Never Without You〉                  | 스타, 허드슨, 게리 니컬슨                                    | 5:24      |
| 6.  | 〈Imagine Me There〉                   | 스타, 허드슨, 버                                             | 3:55      |
| 7.  | 〈I Think Therefore I Rock and Roll〉  | 스타, 허드슨, 그라칼, 폴 산토                                | 3:25      |
| 8.  | 〈Trippin' on My Own Tears〉           | 스타, 허드슨, 버, 그라칼                                     | 3:31      |
| 9.  | 〈Write One for Me (Feat. 윌리 넬슨)〉 | 스타, 허드슨, 버                                             | 3:14      |
| 10. | 〈What Love Wants to Be〉              | 스타, 허드슨, 버                                             | 3:03      |
| 11. | 〈Love First, Ask Questions Later〉    | 스타, 허드슨, 버, 그라칼                                     | 4:45      |
| 12. | 〈Elizabeth Reigns〉                   | 스타, 허드슨, 버, 두다스, 그라칼                             | 3:57      |
| 13. | 〈English Garden〉                     | 스타, 허드슨, 버, 두다스, 그라칼, 폴 매카트니, 린다 매카트니 | 3:17      |